# 8942 Takagi
8942 Takagi (1997 BR2) là một tiểu hành tinh vành đai chính được phát hiện ngày 30 tháng 1 năm 1997 bởi T. Kobayashi ở Oizumi.